# 랄리벨라

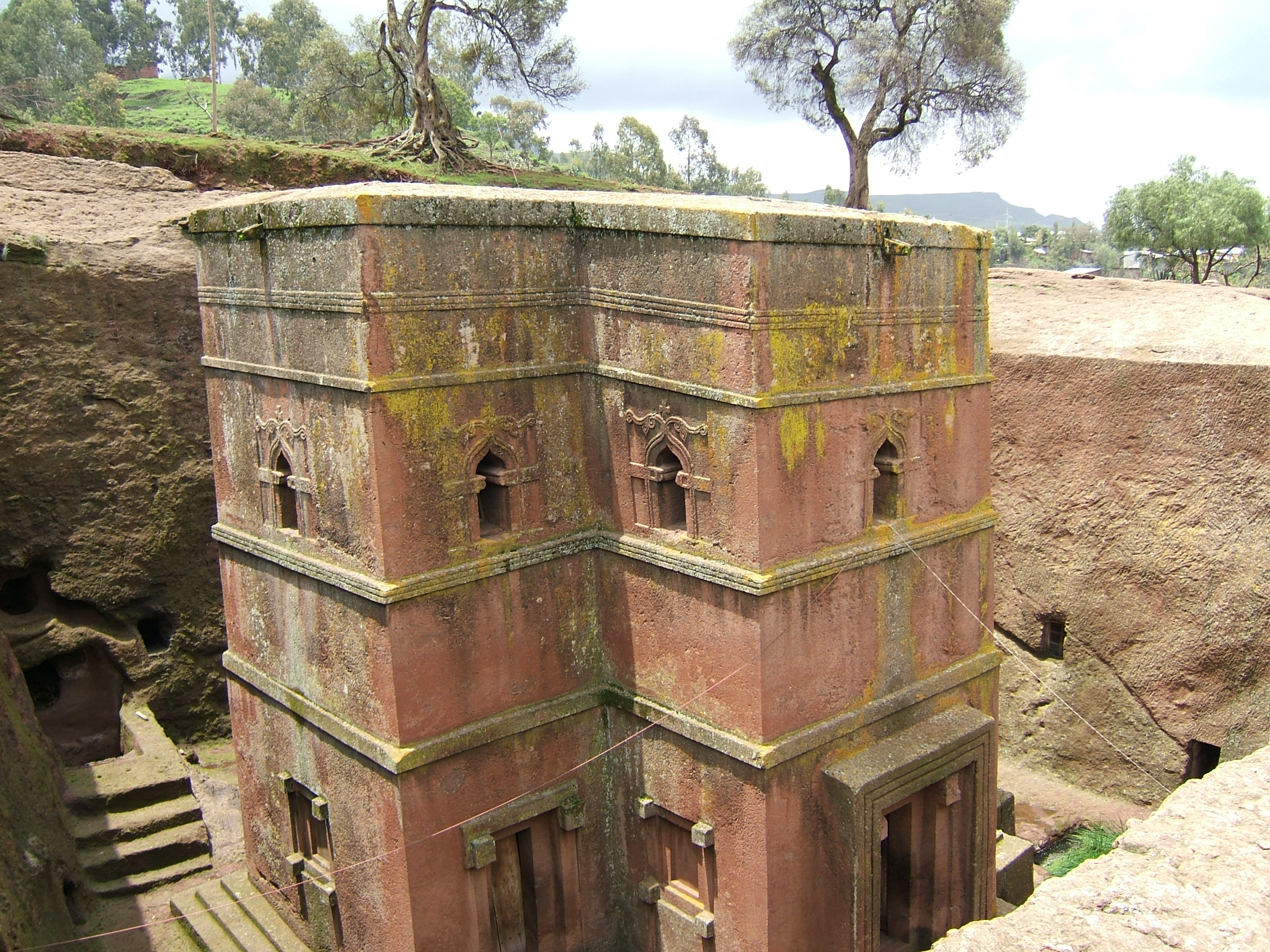
랄리벨라 석굴 교회군

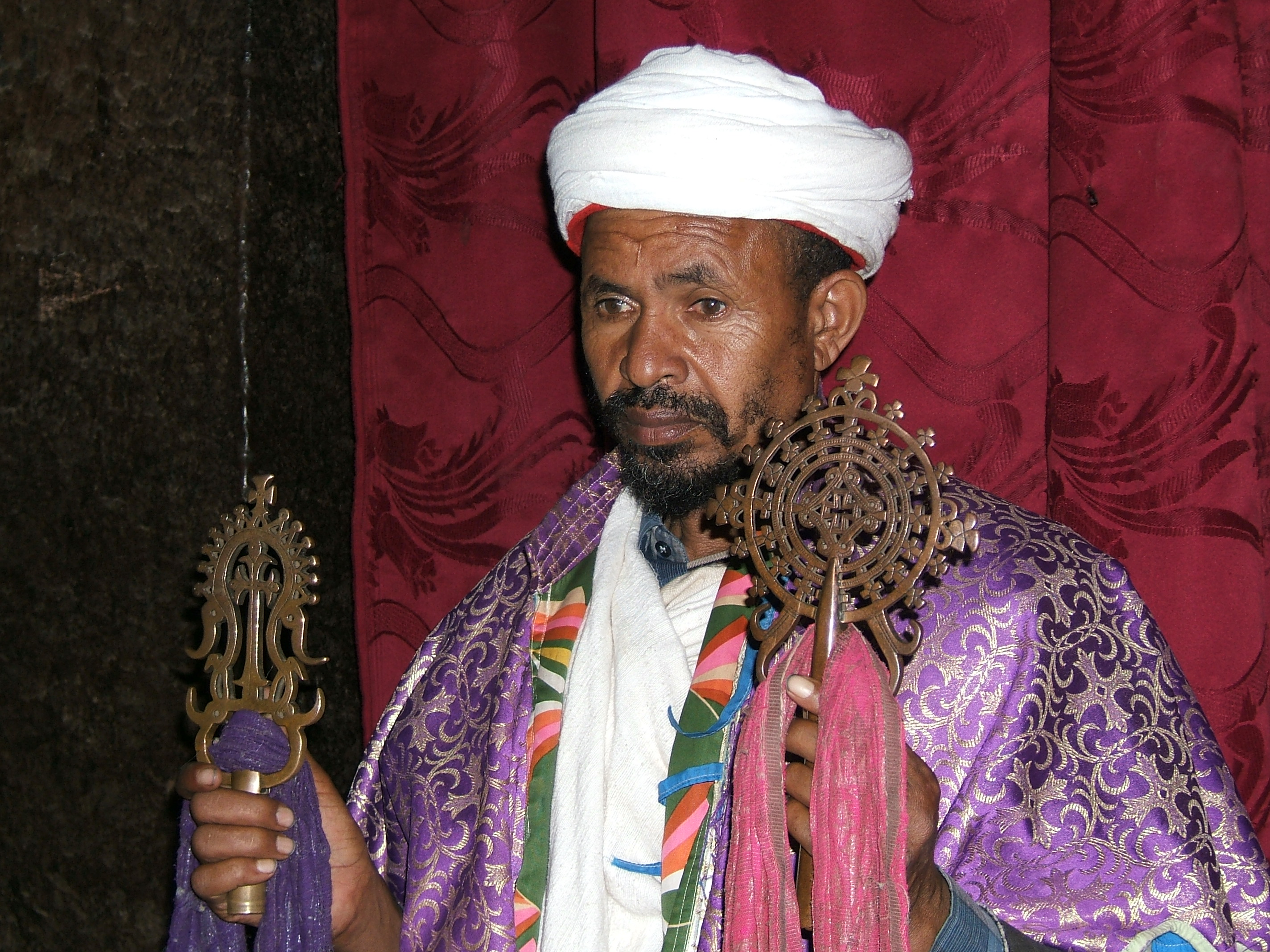
랄리벨라의 에티오피아 정교회 사제

랄리벨라(Lalibela)는 에티오피아 북부에 위치한 작은 마을로, 악숨과 함께 에티오피아의 종교 성지로 손꼽힌다. 인구는 14,668명(2005년 에티오피아 중앙 통계국이 발표한 인구 조사 자료를 기준으로 함)이며 악숨과는 달리 전체 주민이 에티오피아 정교회 신자이다.
12세기 무슬림이 예루살렘을 함락한 이후부터 새로운 예루살렘으로 여겨졌으며 이 곳에 있는 석굴 교회군은 유네스코가 지정한 세계유산으로 선정되었다.

## 같이 보기
- 랄리벨라 암굴 교회군
- 에티오피아의 세계유산